# PGC 2181882
LEDA/PGC 2181882 ist eine Galaxie im Sternbild Andromeda am Nordsternhimmel. Sie ist schätzungsweise 962 Millionen Lichtjahre von der Milchstraße entfernt und hat einen Durchmesser von etwa 155.000 Lichtjahren. Vom Sonnensystem aus entfernt sich das Objekt mit einer errechneten Radialgeschwindigkeit von näherungsweise 21.400 Kilometern pro Sekunde.

## Galaktisches Umfeld
| Nr. | Galaxie                 | Alternativname            | Rek          | Dek           | Distanz/asec |
| --- | ----------------------- | ------------------------- | ------------ | ------------- | ------------ |
|     | LEDA/PGC 2181882        | 2MASX J02375267+4129192   | 02h37m52.65s | +41d29m19.3s  | 0            |
| 1   | LEDA/PGC 2180175        | 2MASX J02374486+4122371   | 02h37m44.84s | +41d40m49.1s  | 410.48       |
| 2   | NGC 995                 | PGC 10008                 | 02h38m32.0s  | +41d31m45s    | 466.70       |
| 3   | LEDA/PGC 2183585        | [WGB2006] 023518+41200_e  | 02h38m31.82s | +41d35m40.1s  | 582.34       |
| 4   | LEDA/PGC 2182555        | 2MASX J02384770+4131542   | 02h38m47.73s | +41d31m54.4s  | 638.83       |
| 5   | NGC 1000                | PGC 10028                 | 02h38m49.743 | +41d27m34.86s | 650.66       |
| 6   | 2MASX J02384262+4136182 | WISEA J023842.63+413618.0 | 02h38m42.62s | +41d36m18.2s  | 700.74       |
| 7   | LEDA/PGC 2183543        | 2MASX J02385029+4135332   | 02h38m50.27s | +41d35m33.3s  | 748.02       |
| 8   | NGC 996                 | PGC 10015                 | 02h38m39.87s | +41d38m51.1s  | 780.21       |
| 9   | LEDA/PGC 2179540        | 2MASX J02365123+4120214   | 02h36m51.24s | +41d20m21.3s  | 875.24       |
| 10  | NGC 999                 | PGC 10026                 | 02h38m47.4s  | +41d40m14s    | 898.64       |